# 王妃 (專輯)
《王妃》是蕭敬騰第二張專輯，2009年7月17日由華納音樂發行。專輯由李偲菘、李偉崧、阿弟仔、陳偉等頂級製作人，陳鎮川、姚若龍、鄔裕康、崔惟楷、胡如虹等知名詞人，加上方大同以及蕭敬騰數首自身創作集合而成，首波同名主打歌曲〈王妃〉在2009年6月23日於台灣、中國、星馬港同步全球首播。
專輯的第二個版本《王妃Live影音限定版》於2009年8月28日發行，此版本同步收錄了蕭敬騰在該專輯推出後的七場「王妃Live巡迴演唱」中於2009年7月17日台南場所舉辦的萬人演唱會Live版CD以及實況影音DVD。

## 曲目

### 正式發行版
| 曲序 | 曲目                |                               | 作曲         | 编曲               | 製作人        | 备注                                       | 时长 |
| ---- | ------------------- | ----------------------------- | ------------ | ------------------ | ------------- | ------------------------------------------ | ---- |
| 1.   | 王妃                | 陳鎮川                        | 李偲菘       | Martin Tang        | 李偲菘        | 首波主打                                   | 3:39 |
| 2.   | 我不會愛            | 鄔裕康                        | Kim Seok Jin | Terence Teo        | 李偉菘        | 第三波主打                                 | 4:05 |
| 3.   | 阿飛的小蝴蝶        | 阿弟仔                        | 阿弟仔       | 黃雨勳（夢想之翼） | 阿弟仔        | 第四波主打                                 | 4:13 |
| 4.   | 善男信女            | 陳鎮川                        | 李偉菘       | Terence Teo        | 李偉菘        | 第二波主打                                 | 4:28 |
| 5.   | Say a lil something | 崔惟楷                        | 方大同       | 方大同             | 李偲菘        | 第七波主打                                 | 3:48 |
| 6.   | 愛遊戲              | 陳鎮川                        | 陳偉         | 陳偉               | 陳偉          |                                            | 3:48 |
| 7.   | 小男人大男孩        | 蕭敬騰                        | 蕭敬騰       | 洪敬堯             | 蕭敬騰        |                                            | 3:32 |
| 8.   | 會痛的石頭          | Kang Eun Kyung 中文詞：姚若龍 | Jeong Si Ro  | Martin Tang        | 李偲菘        | 第六波主打 原曲為Bank的《가질 수 없는 너》 | 4:46 |
| 9.   | 愛過了頭            | 胡如虹                        | 李偉菘       | Kenn C             | 李偉菘        | 第五波主打                                 | 4:24 |
| 10.  | Green Door          | 蕭敬騰                        | 蕭敬騰       | Martin Tang        | 蕭敬騰        |                                            | 3:15 |
| 11.  | 給‧愛人             | 陳鎮川                        | 蕭敬騰       | 鍾興民             | 鍾興民 黃韻玲 | Bonus Track                                | 3:49 |
| 12.  | 寂寞還是你          | 蕭敬騰                        | 蕭敬騰       | 陳懷恩             | 馬奕強        | Bonus Track                                | 3:39 |

### Live影音限定版

#### Live CD/DVD
1. 王妃
2. 善男信女
3. 愛過了頭
4. 小男人大男孩
5. Green Door
6. Say a lil something
7. 我不會愛
8. 阿飛的小蝴蝶
9. 寂寞還是你
10. 會痛的石頭

## 發行版本
| 發行日期      | 版本                   | 專輯資訊                                                                                               |
| ------------- | ---------------------- | --- |
| 2009年7月17日 | 《王妃》正式發行版     | 2009年6月23日起預購，分為「全球首日封榮耀限定款」（加贈王妃紀念網帽+寫真手冊）以及「初回引爆版」雙版本 |
| 2009年8月28日 | 《王妃Live影音限定版》 | 除了專輯外也同步收錄蕭敬騰台南王妃Live巡迴演唱會CD+DVD（2CD+DVD）                                      |

## 音樂錄影帶
- 2009年6月23日《王妃》導演：賴偉康
- 2009年7月10日《善男信女》導演：戴佩妮，主演：陳怡蓉
- 2009年7月24日《我不會愛》導演：徐筠軒，主演：張榕容
- 2009年7月31日《阿飛的小蝴蝶》導演：比爾賈
- 2009年8月14日《愛過了頭》導演：陳映之
- 2009年9月17日《會痛的石頭》
- 2010年3月17日《Say a lil something》

## 宣傳活動

### 預購簽唱會
- 2009年7月5日 台北統一元氣館
- 2009年7月11日 桃園統領百貨
- 2009年7月11日 台中廣三SOGO
- 2009年7月12日 台南南方公園
- 2009年7月12日 高雄新光三越

### 王妃 LIVE TOUR 巡迴演唱會
- 2009年7月17日 台南市府西側廣場 / 特別嘉賓：黃小琥、大嘴巴
- 2009年7月25日 花蓮光復商工 / 特別嘉賓：蕭閎仁
- 2009年7月31日 墾丁小灣商場  / 特別嘉賓：許茹芸
- 2009年8月2日  金門城中體育場  / 特別嘉賓：郭采潔
- 2009年8月15日 台北西門紅樓戀愛市集廣場 / 特別嘉賓：蕭賀碩、F.I.R.、方大同、徐佳瑩
- 2009年8月22日 澎湖馬公市觀音亭休閒園區 / 特別嘉賓：何維健
- 2009年9月12日 台中新光三越 / 特別嘉賓：謝和弦

## 銷售記錄

### 台灣
- G-music

2009年度華語榜（銷售比2.37%）與綜合榜（銷售比1.41%）第八名  （页面存档备份，存于）
發行首週華語榜（銷售比33.10%）與綜合榜（銷售比22.76%）冠軍 
雙週華語榜與綜合榜銷售雙料冠軍
- 五大金榜

2009年度華語榜第五名（銷售比1.66%） （页面存档备份，存于）
發行首週華語榜冠軍（銷售比24.45%）
華語榜 三週冠軍
- 佳佳唱片 （页面存档备份，存于）

發行首週 華語音樂榜 冠軍
華語榜 雙週冠軍
- 博客來網路書店 （页面存档备份，存于）

華語暢銷榜 雙週冠軍

## 音樂排行榜

### 線上音樂
- KKBOX （页面存档备份，存于）

2009年7月、8月、9月 單曲榜 月冠軍〈王妃〉
2009年7月、8月、9月 專輯榜 月冠軍
2009數位音樂風雲榜 專輯榜第二名《王妃》，單曲榜第二名〈王妃〉、第二十一名〈我不會愛〉、第二十三名〈善男信女〉、第五十九名〈阿飛的小蝴蝶〉
- ezPeer （页面存档备份，存于）

單曲榜 七週冠軍〈王妃〉
專輯榜 連續十週冠軍

### 電視廣播
- 2009 Hito年度百首單曲 （页面存档备份，存于） 第二名〈王妃〉、第四名〈我不會愛〉、第九名〈阿飛的小蝴蝶〉
- Channel V音樂飆榜 （页面存档备份，存于） 週冠軍〈王妃〉
- HITO排行榜 中文榜 連續四週冠軍
- KISS Radio 發燒排行榜 華語榜 連續四週冠軍
- 飛碟聯播網 幽浮勁碟排行榜 （页面存档备份，存于） 華語榜 六週冠軍〈我不會愛〉、〈阿飛的小蝴蝶〉、〈會痛的石頭〉
- ICRT Top 10[永久] 中文榜 連續三週冠軍〈王妃〉、〈我不會愛〉
- TVB8 金曲榜 (香港) 週冠軍〈王妃〉
- 新城國語力排行榜 （页面存档备份，存于） (香港) 雙週冠軍〈王妃〉、〈Say a lil Something〉
- Music Radio 音樂之聲 中國Top排行榜 港台音樂榜 週冠軍〈王妃〉
- 中國音樂聯播榜 港台榜 連續四週冠軍〈阿飛的小蝴蝶〉、雙週冠軍〈王妃〉
- YES 933 醉心龍虎榜 (新加坡) 三週冠軍〈王妃〉〈會痛的石頭〉；第三季季冠軍〈王妃〉
- Radio 1003 優勢流行榜 (新加坡) 雙週冠軍〈王妃〉〈小男人大男孩〉
- 溫哥華華語歌曲排行榜 （页面存档备份，存于） (加拿大) 五週冠軍〈王妃〉、〈愛過了頭〉、〈我不會愛〉、〈Say a lil Something〉

### 來電答鈴
- emome 行動音樂排行榜 總排行 週冠軍
- 遠傳900來電答鈴[永久] 綜合榜 連續三週冠軍、華語榜 連續四週冠軍〈王妃〉、〈善男信女〉
- e7Play 來電答鈴榜 週冠軍、原音鈴聲榜 週冠軍

### KTV
- 錢櫃KTV 新歌排行榜 七週冠軍〈王妃〉；國語總排行 三週冠軍〈王妃〉
- 好樂迪KTV 國語新歌排行 三週冠軍〈王妃〉

## 得獎紀錄
- 2009年8月 2009年度【新城國語力頒獎禮】最佳演繹獎、亞洲人氣偶像獎、新勢力歌曲〈王妃〉、原創歌曲〈王妃〉 （页面存档备份，存于）
- 2009年11月 第十五屆【新加坡金曲獎】最佳演繹男歌手獎、最受歡迎男歌手獎  （页面存档备份，存于）
- 2010年1月 【新浪2009網絡盛典】年度男歌手獎  （页面存档备份，存于）
- 2010年1月 【MY Astro至尊流行榜颁奖典礼2009】至尊搖滾獎〈王妃〉、至尊金曲獎〈王妃〉
- 2010年1月 【2009KKBOX數位音樂風雲榜】 十大風雲歌手獎
- 2010年2月 2009年度【娛樂紅人大典】：最紅歌手、最紅金曲〈王妃〉
- 2010年2月 2009年度【中國原創音樂流行榜】：港台金曲獎〈王妃〉、台灣地區最優秀專輯獎《王妃》、台灣地區最受歡迎男歌手獎[1]

## 外部連結
- 華納線上音樂雜誌 （页面存档备份，存于）
- 占士邦－蕭敬騰官方網站